# 陶阿
陶阿是巴西塞阿拉州的一个市镇。总面积4018.188平方公里，总人口53731人，人口密度13.4人/平方公里。